# Нью-Лотс-авеню (линия Канарси, Би-эм-ти)

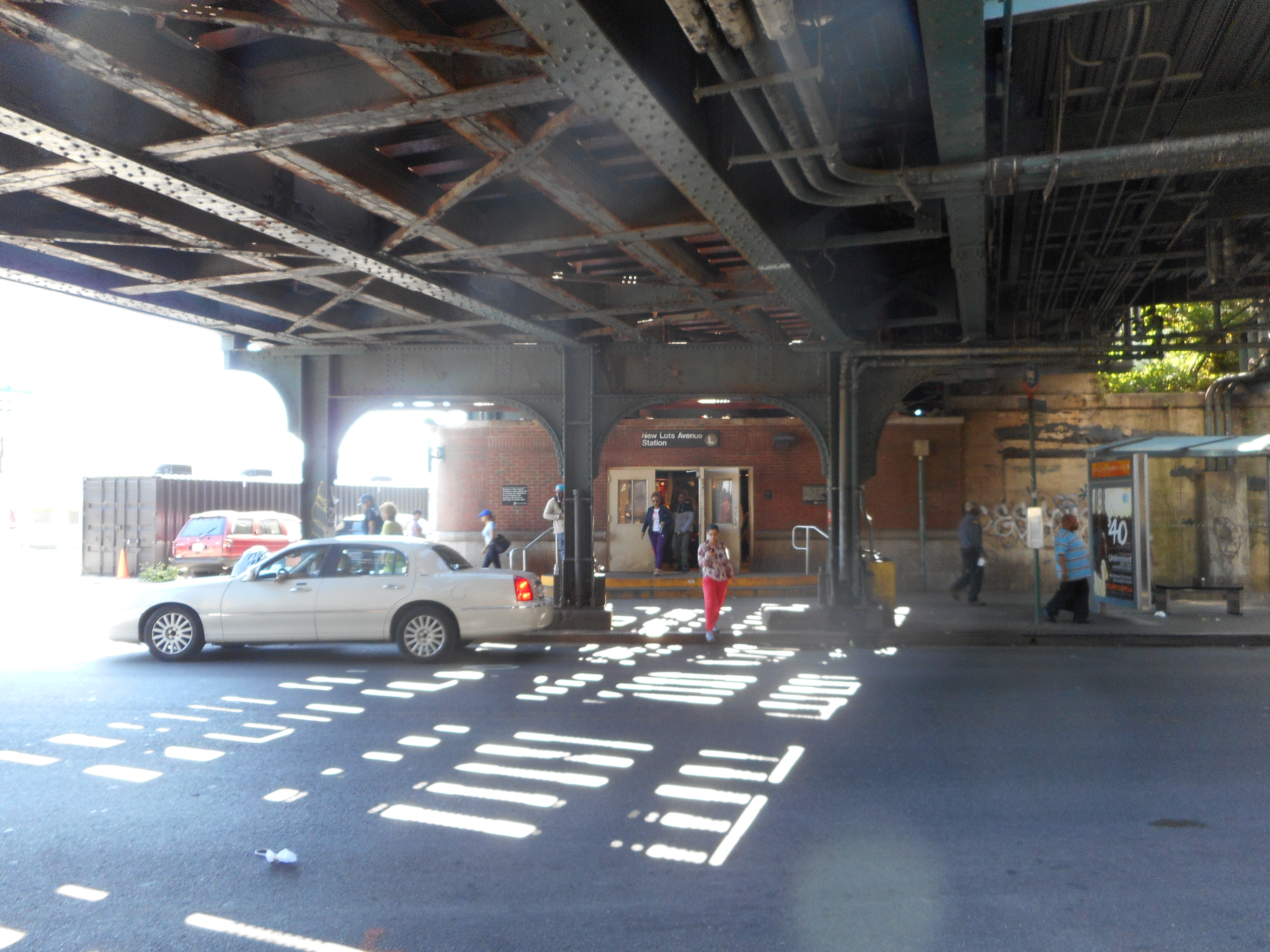
Вход на станцию

|   |   |   |   |
| · | · | · | · |

|   |   |   |   |
| · | · | · | · |

«Нью-Лотс-авеню» (англ. New Lots Avenue) — станция Нью-Йоркского метрополитена, расположенная на линии Канарси, Би-эм-ти. Станция находится в Бруклине, в округе Ист-Нью-Йорк, на пересечении Нью-Лотс-авеню и Ван-Синдерен-авеню. На станции останавливается маршрут L (круглосуточно). Станция имеет два пути, две боковых платформы и единственный вход, расположенный на юго-западном углу перекрёстка.